# Estany de Travessani
L'estany de Travessani és un llac que es troba en el terme municipal de la Vall de Boí, a la comarca de l'Alta Ribagorça, i dins del Parc Nacional d'Aigüestortes i Estany de Sant Maurici.
«Travessani deriva del basc "ata-be-atz-andi", 'la gran penya sota el port' (referint-se al port de Colomers), o bé d'"arte-baso-andi", 'entre grans precipicis'».
El llac, d'origen glacial, està situat a 2.247 metres d'altitud, a la capçalera de Caldes i té una superfície d'11,3 hectàrees. Rep les aigües de: l'estany de Monges (N), l'estany de Mangades (NNE) i l'estany Clot (NE). Drena cap al més occidental dels estanyets del Pletiu de Travessani (S), que alhora ho fa a l'estany Negre (S).
Des dels seus voltants es pot gaudir de les impressionants vistes del pic de Travessani i lesAgulles de Travessani a l'est, dels pics de Comalespada al sud, del massís del Besiberri al sud-oest, de la Punta d'Harlé, el Pa de Sucre i la serra de Tumeneia a l'oest, i del Montardo al nord.
Molt a prop, al sud, està situat el refugi Joan Ventosa i Calvell.

## Rutes[3]
L'estany és a tocar del refugi Joan Ventosa i Calvell. Els camins que surten del refugi cap al nord passen pel seu costat.